# Terpna albicomitata
Terpna albicomitata är en fjärilsart som beskrevs av Louis Beethoven Prout 1927. Terpna albicomitata ingår i släktet Terpna och familjen mätare. Inga underarter finns listade i Catalogue of Life.